# Alejandra Meyer
Martha Alejandra Guzmán Meyer (Tuxtla Gutiérrez, Chiapas, 26 de febrero de 1937-Ciudad de México, 7 de noviembre de 2007), más conocida como Alejandra Meyer, fue una actriz y comediante mexicana de cine, teatro y televisión, recordada por su célebre personaje doña Cata, la suegra de Jorge Ortiz de Pinedo en la exitosa comedia Dr. Cándido Pérez (1987-1993).

## Biografía
Nacida en el estado de Chiapas, fue hija de la actriz Kika Meyer. Debutó como actriz en teatro en 1953, a fines de la misma década debutó en el cine. A su vez, en la década de los años 70 debutó en telenovelas. Participó en más de 30 películas, entre ellas Ellas también son rebeldes, El cuerpazo del delito y Trágico terremoto en México (1987). Tuvo una destacada trayectoria en televisión, en telenovelas como Mundo de juguete, Gabriel y Gabriela, Juana Iris, Más allá del puente, Así son ellas y Yo amo a Juan Querendón. Uno de sus personajes más emblemáticos fue el de Doña Cata en la comedia Dr. Cándido Pérez entre 1987 y 1993. También participó en la exitosa serie ¡Cachún cachún ra ra! a principios de los 80.
Se casó con el cantante Pepe Arévalo, con quien procreó a su único hijo, Josué Arturo. Alejandra murió el 7 de noviembre de 2007 a causa de un severo problema renal. La habían hospitalizado la semana anterior en el Hospital Santaelena, en la Ciudad de México a causa de su problema renal, además que padecía cáncer. En su funeral la acompañaron su viudo y su hijo, además de figuras como Raquel Pankowsky, Rosángela Balbó y Patricia Reyes Spíndola, quien expresó su pesar por la muerte de su amiga, y recordó que, cuando su madre estuvo enferma, fue Alejandra quien acudió dos veces a donar sangre, demostrando el gran cariño que le tenía. Sus restos descansan en el Panteón Jardín de la ANDA en la capital mexicana.

## Filmografía

### Telenovelas
- Yo amo a Juan Querendón (2007) .... Pastora Gaitán
- Amor sin maquillaje (2007) .... Ella misma
- Amy, la niña de la mochila azul (2004) .... Prefecta Carlota
- Niña amada mía (2003) .... Leona
- Así son ellas (2002-2003) .... Brígida Corcuera Vda. de Saavedra
- Aventuras en el tiempo (2001) .... Gitana
- Por un beso (2000-2001) .... Micaela "Mica" Ornelas
- Cuento de Navidad (1999-2000) .... Eugenia
- Serafín (1999) .... Felicitas
- Vivo por Elena (1998) .... Directora de la cárcel
- Bendita mentira (1996) .... Petrona
- Marisol (1996) .... Doña Lorenza
- Más allá del puente (1993-1994) .... Ruperta
- Juana Iris (1985) .... Nacarada
- Gabriel y Gabriela (1982-1983)
- Mañana será otro día (1976-1977)
- Mundo de juguete (1974-1977) .... Rosa

### Series de televisión
- Vecinos (2007) .... Doña Caridad
- Mujer, casos de la vida real (1996-2006)
- Par de Ases (2005)
- La Parodia (2003) .... Doña Cata parodia de Dr. Cándido Pérez
- Dr. Cándido Pérez (1987-1993) .... Doña Cata
- ¡Cachún cachún ra ra! (1981) .... Mamá de Calixto
- Chespirito (1980) .... Recepcionista del hospital donde trabaja el Doctor Chapatín
- El gran circo de Capulina (1975-1976)...
- Las aventuras de Capulina (1975-1976)...
- El estudio Raleigh (1964)
- Domingos Herdez (1961)

### Películas
- El amor de tu vida S.A. (1996) .... Madre de Marcelo
- Cómo asesinar a mi suegra (1996) .... Doña Lola
- Mecánica mexicana (1995)
- Pruebas de amor (1994)
- Perfume, efecto inmediato (1994)
- Suerte en la vida (La Lotería III) (1994)
- La lotería (1993)
- Cándido de día, Pérez de noche (1992) .... Doña Cata
- La insaciable (1992)
- Dos nacos en el planeta de las mujeres (1991)
- Papito querido (1991)
- Cándido Pérez, especialista en señoras (1991) .... Doña Cata
- Ambiciones que matan (1991)
- Dos cuates a todo dar (1990)
- El agarratodo (1990)
- La taquera picante (1990)
- Para todas tengo (1990)
- Tacos, tortas y enchiladas - La Rifa (1990)
- Ni parientes somos - contagio de amor (1990)
- No hay quinto malo (1990)
- Dos rateros de altura (1990)
- El garañón (1989)
- Solo para adúlteros (1989)
- En un motel nadie duerme (1989)
- Cuando el diablo me dio el anillo (1989)
- Pasándola bien (1989)
- Los gatos de las azoteas (1988)
- Para que dure no se apure (1988)
- Vuelven los mecánicos ardientes (1988)
- Trágico terremoto en México (1987) .... Cristina
- Ser charro es ser mexicano (1987)
- Cinco nacos asaltan Las Vegas (1987)
- Niños sobre pedido (1987)
- Duro y parejo en la casita de pecado (1987)
- Las viejas de mi compadre (1987)
- El zapatero bailarín (1987)
- Mauro el mojado (1986) .... Sra. Lucha
- Un macho en la cárcel de mujeres (1986)
- La tierra prometida (1985)
- Mi querida vecindad (1985)
- Los mecánicos ardientes (1985)
- El mexicano feo (1984)
- Nosotros los pelados (1984)
- El mil usos II (1984)
- El mil usos (1981)
- Capulina Chisme Caliente (1977)
- El ministro y yo (1975) .... Secretaria del Licenciado
- Las fuerzas vivas (1975)
- El agente viajero (1975)
- Don Herculano enamorado (1975)
- La trenza (1975) .... Prudencia
- El hijo de los pobres (1975)
- Novios y amantes (1973)
- Peluquero de señoras (1973) .... Luchita, mesera
- Los novios (1971) .... Prostituta
- La vida inútil de Pito Pérez (1970)
- El cuerpazo del delito (1970) .... Lila (segmento "La seductora")
- Misión cumplida (1970)
- El aviso inoportuno (1969)
- Patrulla de valientes (1968)
- María Isabel (1968)....Maestra de Rosa Isela
- Novias impacientes (1967)
- El pícaro (1967)
- Gatillo veloz  (1966)
- La mente y el crimen (1964)
- Las bravuconas (1963)
- El pecado de una madre (1962)
- La maldición de Nostradamus (1961)
- Ellas también son rebeldes (1961) .... Rebeca
- En carne propia (1961)
- Chicas casaderas (1961)
- La sangre de Nostradamus (1961)
- La maldición de Nostradamus (1960)
- Melodías inolvidables (1959)
- Mientras el cuerpo aguante (1958)
- Plazos traicioneros (1958)
- Refifi entre las mujeres (1958)
- Desnúdate, Lucrecia (1958)
- Pablo y Carolina (1957)[3]

## Premios y nominaciones

### Premios TVyNovelas
| Año  | Categoría           | Trabajo           | Resultado |
| ---- | ------------------- | ----------------- | --------- |
| 1991 | Mejor actriz cómica | Dr. Cándido Pérez | Nominada  |